# Jacob Dudman
Jacob Dudman (Chertsey, 22 agosto 1997) è un attore e doppiatore britannico.

## Filmografia

### Cinema
- The X Mas Files, regia di Liam Holland (2016)
- Arrows of Time, regia di Duncan Hendy (2017) – voce
- The Last Kingdom - Sette re devono morire (The Last Kingdom: Seven Kings Must Die), regia di Edward Bazalgette (2023)

### Televisione
- The A List – serie TV, 13 episodi (2018)
- I Medici (Medici) – serie TV, 4 episodi (2019)
- The Stranger – miniserie TV, 8 puntate (2020)
- Fate - The Winx Saga – serie TV, 9 episodi (2021-2022)

##### Videogiochi
- Rematch (2025)

## Doppiatori italiani
Nelle versioni in italiano delle opere in cui ha recitato, Jacob Dudman è stato doppiato da:
- Lorenzo Crisci in The A List, I Medici, The Stranger, Fate - The Winx Saga
- Alessio Mussap in Rematch [1]